# Brian Wellman
Pour les articles homonymes, voir Wellman.
Brian Wellman, né le 8 septembre 1967, est un athlète des Bermudes, spécialiste du triple saut.

## Carrière sportive
Étudiant à l'université de l'Arkansas, Brian Wellman décroche deux titres NCAA en plein air et remporte les Championnats du monde universitaires en 1991. Sixième des Championnats du monde de Tokyo, il se classe cinquième des Jeux olympiques de Barcelone dès l'année suivante. Il obtient sa première médaille lors d'une compétition internationale majeure en début de saison 1993 en terminant troisième des mondiaux « indoor » de Toronto avec la marque de 17,27 m, derrière le Français Pierre Camara et le Letton Mâris Bružiks. Durant l'été, à Stuttgart, l'athlète des Bermudes se qualifie pour sa deuxième finale mondiale en plein air consécutive, se classant à la huitième place finale. 
Il se distingue en début de saison 1995 en devenant pour la première fois champion du monde en salle du triple saut. À Barcelone, Brian Wellman établit le record de la compétition et signe la meilleure performance de sa carrière en salle avec la marque de 17,72 m, devançant de dix centimètres le Cubain Yoelvis Quesada. Auteur de 17,62 m le 15 avril à El Paso (record personnel en plein air), il remporte la médaille d'argent des Championnats du monde disputés en août à Göteborg, s'inclinant largement face au Britannique Jonathan Edwards.
Brian Wellman obtient de nouvelles places de finaliste lors des grands championnats internationaux. Sixième des Jeux olympiques de 1996, il se classe cinquième des Championnats du monde 1997 et sixième des Championnats du monde 2001.
Il est porte-drapeau de son pays lors des cérémonies d'ouverture des Jeux olympiques de 1992 et de 1996.

## Palmarès
| Date | Compétition                                      | Lieu             | Place |
| ---- | ------------------------------------------------ | ---------------- | ----- |
| 1991 | Championnats du monde                            | Tokyo            | 6e    |
| 1991 | Universiade                                      | Sheffield        | 1er   |
| 1992 | Jeux olympiques                                  | Barcelone        | 5e    |
| 1993 | Championnats du monde en salle                   | Toronto          | 3e    |
| 1993 | Championnats du monde                            | Stuttgart        | 8e    |
| 1994 | Jeux du Commonwealth                             | Victoria, Canada | 3e    |
| 1995 | Championnats du monde en salle                   | Barcelone        | 1er   |
| 1995 | Championnats du monde                            | Göteborg         | 2e    |
| 1996 | Jeux olympiques                                  | Atlanta          | 6e    |
| 1997 | Championnats du monde                            | Athènes          | 5e    |
| 1999 | Championnats d'Amérique centrale et des Caraïbes | Bridgetown       | 1er   |
| 2001 | Championnats d'Amérique centrale et des Caraïbes | Guatemala        | 1er   |
| 2001 | Championnats du monde                            | Edmonton         | 6e    |
| 2002 | Jeux du Commonwealth                             | Manchester       | 8e    |
| 2003 | Jeux panaméricains                               | Saint-Domingue   | 9e    |